# Don’t Miss the Train
Don’t Miss the Train — второй студийный альбом американской панк группы No Use for a Name, вышедший в 1992 году. Диск был перевыпущен на лейбле Fat Wreck Chords 23 октября 2001 года с другим изображением на обложке.

## Список композиций
1. «Born Addicted» — 2:40
2. «Thorn In My Side» — 2:18
3. «Looney Toon» — 1:50
4. «TollBridge» — 2:39
5. «Hole» — 1:56
6. «Another Step» — 2:18
7. «Don’t Miss The Train» — 2:55
8. «Watching» — 3:04
9. «Punk Points» — 1:56
10. «Tan In A Can» — 2:00
11. «Death Doesn’t Care» — 3:21
12. «Get Out Of This Town» — 1:55